# Huisumu (ort i Kina, Inner Mongolia Autonomous Region, lat 48,37, long 119,17)
Huisumu (kinesiska: 辉苏木) är en ort i Kina. Den ligger i den autonoma regionen Inre Mongoliet, i den norra delen av landet, omkring 1 000 kilometer nordost om regionhuvudstaden Hohhot. Antalet invånare är 3 806. Befolkningen består av 1 787 kvinnor och 2 019 män. Barn under 15 år utgör 12,0 %, vuxna 15-64 år 84 %, och äldre över 65 år 2,0 %.
Runt Huisumu är det glesbefolkat, med 8 invånare per kvadratkilometer. Det finns inga andra samhällen i närheten. Trakten runt Huisumu består i huvudsak av gräsmarker.
Genomsnittlig årsnederbörd är 587 millimeter. Den regnigaste månaden är juli, med i genomsnitt 158 mm nederbörd, och den torraste är januari, med 7 mm nederbörd.